# Les Mouettes (Brüssel)
Les Mouettes ist der Name eines Wohnturms in Jette, einer Gemeinde der belgischen Hauptstadt Brüssel. Das Gebäude, das 1973 erbaut wurde, hat eine Höhe von 80 Metern, die sich auf 28 Etagen verteilen. Es zählt zu den höchsten Wohntürmen der Stadt und ist eines der höchsten Gebäude des Landes.